# Юаньян (Хэнань)
Юанья́н (кит. упр. 原阳, пиньинь Yuányáng) — уезд городского округа Синьсян провинции Хэнань (КНР). Название уезда образовано из первых иероглифов ранее существовавших в этих местах уездов.

## История
При империи Цинь был создан уезд Янъу (阳武县). При империи Хань был образован уезд Юаньу (原武县). При империи Сун в 1070-х годах уезд Юаньу был присоединён к уезду Янъу, но в 1090-х был воссоздан.
В августе 1949 года была создана провинция Пинъюань, и эти места вошли в состав созданного одновременно Специального района Синьсян (新乡专区) провинции Пинъюань. В 1950 году уезды Юаньу и Янъу были объединены в новый уезд Юаньян, название которого было составлено из первых иероглифов названий исходных уездов. 30 ноября 1952 года провинция Пинъюань была расформирована, и Специальный район Синьсян перешёл в состав провинции Хэнань. В 1967 году Специальный район Синьсян был переименован в округ Синьсян (新乡地区).
В 1986 году были расформированы округ Синьсян и город Синьсян, и образован городской округ Синьсян.

## Административное деление
Уезд делится на 1 уличный комитет, 6 посёлков и 11 волостей.